# Caída de Constantinopla
La caída de Constantinopla, también conocida como la conquista de Constantinopla, fue la captura de la ciudad de Constantinopla, la capital del Imperio bizantino, por parte del Imperio otomano. La ciudad fue capturada el 29 de mayo de 1453 como parte de la culminación de un asedio de 53 días que había comenzado el 6 de abril.
El ejército del Imperio otomano, que superaba significativamente en número a los defensores de Constantinopla, estaba comandado por el sultán Mehmed II (más tarde apodado "el Conquistador"), mientras que el ejército bizantino estaba dirigido por el emperador Constantino XI Paleólogo. Después de conquistar la ciudad, Mehmed II hizo de Constantinopla la nueva capital otomana, reemplazando a Adrianopla.
La caída de Constantinopla y del Imperio bizantino fue un hito histórico que marcó el fin efectivo del Imperio romano, un Estado que comenzó aproximadamente en el año 27 a. C. y duró casi 1500 años. Para muchos historiadores modernos, la caída de Constantinopla marca el final de la Edad Media y el comienzo de la Edad Moderna.
La caída de Constantinopla también representó un punto de inflexión en la historia militar. Desde la antigüedad, las ciudades y los castillos habían dependido de murallas y muros para repeler a los invasores. Las murallas de Constantinopla, especialmente las erigidas bajo el gobierno del emperador Teodosio II (r. 402-450), eran algunos de los sistemas defensivos más avanzados del mundo en ese momento. Durante 800 años, las Murallas Teodosianas, consideradas por los historiadores como las murallas más fuertes y fortificadas de la época antigua y medieval, protegieron Constantinopla del ataque. Sin embargo, estas fortificaciones fueron superadas con el uso de la pólvora, específicamente de cañones otomanos y bombardas, presagiando un cambio en la guerra de asedio. Los cañones otomanos dispararon repetidamente balas de cañón masivas que pesaban 500 kilogramos sobre 1,5 kilómetros que creó brechas en las Murallas Teodosianas para el asedio otomano.

## Antecedentes

### El saqueo de Constantinopla y el Imperio latino

El Imperio bizantino alrededor de 1400.

Puede decirse que la decadencia del Imperio bizantino comenzó en 1190 durante los preparativos de la Tercera Cruzada en los reinos de Occidente. Creyendo que no había posibilidades de que los cruzados instalados en Tierra Santa vencieran a su principal enemigo el sultán de Egipto y Siria, Saladino, los bizantinos decidieron mantenerse neutrales. Con esta reticencia bizantina como excusa, y con la codicia por los tesoros de Constantinopla como motor, los cruzados tomaron por asalto la ciudad en 1204, ya en la Cuarta Cruzada, lo cual dio origen al efímero Estado cruzado conocido como Imperio latino, que duró hasta 1261.
El Imperio bizantino, despojado de su capital imperial, se descompuso y dio lugar a la fundación de nuevos Estados: los más influyentes serían el Imperio de Nicea, el Imperio de Trebisonda y el Despotado de Epiro. En tanto, el reino creado por los cruzados perdió territorios. Finalmente, en 1261, el Imperio de Nicea, bajo Miguel VIII Paleólogo, reconquistó la ciudad.

### Fortalecimiento de las defensas
El ataque de los cruzados reveló un punto débil en las defensas de la ciudad. Las poderosas murallas al oeste de la ciudad habían repelido durante siglos a invasores persas, germanos, hunos, ávaros, búlgaros y rusos (veintidós sitios en total), pero las murallas a lo largo del litoral, sobre todo a lo largo del Cuerno de Oro (un estuario que separa Constantinopla de la villa de Pera, al norte) se revelaron frágiles. Después de reconquistar la ciudad en 1261, los bizantinos reforzaron las murallas del litoral y las defensas en los puntos donde necesitaban estar abiertas para la entrada de los barcos a los puertos. Para que no necesitaran preocuparse por las defensas en el Cuerno de Oro, se tendió una cadena de hierro que cruzaba la boca del estuario, de forma que ningún navío podría pasar sin la autorización de la guardia bizantina.

### Nacimiento del Imperio otomano
Incluso antes de la Cuarta Cruzada, el Imperio bizantino venía perdiendo territorios, desde varios siglos atrás, debido al empuje de pueblos y Estados musulmanes en el Oriente Próximo y en África. En los inicios del siglo XI, la tribu túrquica de los selyúcidas, procedente del centro de Asia y que dominaba una amplia zona de lo que hoy es Oriente Medio, comenzaron a atacar y conquistar territorios bizantinos en la península de Anatolia. Al final del siglo XIII, los selyúcidas ya habían tomado casi todas las ciudades bizantinas de Anatolia, con excepción de un puñado de ciudades en el noroeste de la península.
En esta época, los Kayı, otro clan seminómada turco, había migrado del noreste de Persia hacia el oeste y, tomó partido por los selyúcidas en una batalla en Anatolia contra el Imperio mongol, decidió la victoria turca. El sultán selyúcida Kaikubad I, en agradecimiento, concedió a su líder Ertoğrül un pequeño territorio montañoso en el noroeste del imperio, en las proximidades del territorio bizantino llamado Söğüt. Poco después el Estado selyúcida comenzaba a dividirse en pequeños emiratos que no reconocían el poder selyúcida ni el mongol. Uno de estos emiratos, el del clan turco que había ayudado a los selyúcidas, bajo el mando de un líder llamado Osmán I (hijo de Ertoğrül y que daría el nombre de la dinastía osmanlí u otomana) sería el núcleo originario del futuro Imperio otomano.
Los otomanos ya habían impuesto su fuerza al desvalido Imperio bizantino, tomando sus últimas ciudades asiáticas de Bursa, Nicea y Nicomedia, en el noroeste de Anatolia. En 1341, cuando murió el emperador bizantino Andrónico III, el imperio quedó en manos de su esposa Ana de Saboya, quien nombró al clérigo Juan VI Cantacuceno como tutor de su hijo Juan V Paleólogo y corregente de Ana. En 1343, Cantacuceno se declaró regente único y pidió ayuda militar al entonces emir otomano Orhan I (hijo y sucesor del fundador Osmán I desde 1326) para imponer su dominio sobre los últimos remanentes del Imperio bizantino. Ana, entonces, determinó que Juan y Cantacuceno serían coemperadores, el segundo de mayor autoridad sobre el primero durante 10 años, cuando entonces gobernarían como iguales.
Cuando el reino de Serbia atacó la ciudad de Salónica en 1349, el clérigo y regente bizantino Cantacuceno pidió por segunda vez auxilio a los otomanos. En 1351, Cantacuceno hizo una tercera alianza con los otomanos para que le ayudaran en la guerra civil provocada entre sus partidarios y los seguidores del príncipe Juan. En este último acuerdo, Cantacuceno prometió a los otomanos la posesión de una fortaleza del lado europeo del estrecho de los Dardanelos. Entretanto, el príncipe otomano Solimán, hijo primogénito de Orhan I, decidió reforzar su posición y tomó la ciudad de Galípoli, para lo que estableció el control sobre toda la península y una base estratégica para la expansión del Imperio otomano en Europa. Cuando Cantacuceno exigió la devolución de la ciudad, los otomanos se volvieron en contra de Constantinopla.
Durante el gobierno de Juan V Paleólogo, Bizancio se convirtió en un Estado vasallo del sultán otomano Murad I (segundo hijo y sucesor de Orhan I desde 1359), ofreció soldados para las campañas de los turcos en Europa y pagó un tributo anual para mantener a los turcos lejos de Constantinopla. Las exigencias turcas se agravaron cuando el emperador bizantino murió en 1391, y su hijo Manuel II Paleólogo subió al trono, en desacato al sultán otomano Beyazid I (hijo y sucesor de Murad I, caído en combate contra los serbios en 1389).

### Los cercos de 1391, 1396 y 1422
Entre las nuevas exigencias del sultán estaba el establecimiento de un distrito de mercaderes otomanos en Constantinopla. Como Manuel II rehusó, Beyazid I cercó la ciudad por tierra. Después de siete meses de sitio, Manuel II cedió y los otomanos se retiraron para las campañas en el norte, contra Serbia y Hungría.
Beyazid convocó a Manuel II y a otros reyes cristianos de la Europa oriental para una audiencia, donde demostraría las consecuencias para cualquiera que resistiera al sultán. Manuel II presintió que sería asesinado y rehusó la invitación. Después de un segundo rechazo en 1396, Beyazid envió nuevamente su ejército a Constantinopla para saquear y destruir los campos aledaños a la ciudad e impidiendo que cualquiera entrase o saliese vivo de allí. Constantinopla aún podía contar con suministros venidos del mar, ya que los turcos no se apoyaron en un cerco marítimo a la ciudad. Así, Constantinopla resistió seis años, hasta que, en 1402, el temible ejército turco-mongol de Tamerlán invadió el Imperio otomano desde oriente y Beyazid se vio obligado a movilizar sus tropas para este nuevo frente, salvándose Constantinopla en el último momento.
En las dos décadas siguientes, Constantinopla se vio libre del yugo otomano (debido a la derrota y prisión de Beyazid en la Batalla de Ankara y la posterior lucha entre sus hijos Süleyman Çelebi, İsa Çelebi, Musa Çelebi y Mehmed I, de la que salió victorioso este último) y pudo incluso recuperar algunos territorios en Grecia, volviéndolos a perder al poco tiempo. Pero en 1422 Manuel II resolvió apoyar a un príncipe otomano al trono e imaginó una tregua duradera en el futuro. El sultán Murad II (hijo de Mehmed I) envió en respuesta un contingente de diez mil soldados para cercar Constantinopla una vez más. En aquel año, el 24 de agosto, el sultán ordenó un duro ataque a las murallas y, después de varias horas de batalla, ordenó la retirada y, una vez más, Constantinopla consiguió sobrevivir.

## La caída de Constantinopla

### Búsqueda de apoyo en Occidente
El cisma entre las iglesias cristianas católica y ortodoxa había mantenido a Constantinopla distante de las naciones occidentales e, incluso durante los asedios de los turcos musulmanes, no había conseguido más que indiferencia de Roma y sus aliados. En un último intento de aproximación, teniendo en vista la constante amenaza turca, el emperador Juan VIII promovió un concilio en Ferrara, donde se resolvieron rápidamente las diferencias entre las dos confesiones. Entretanto, la aproximación provocó tumultos entre la población bizantina, dividida entre los que rechazaban a la iglesia romana y los que apoyaban la maniobra política de Juan VIII.

### Constantino XI y Mehmed II

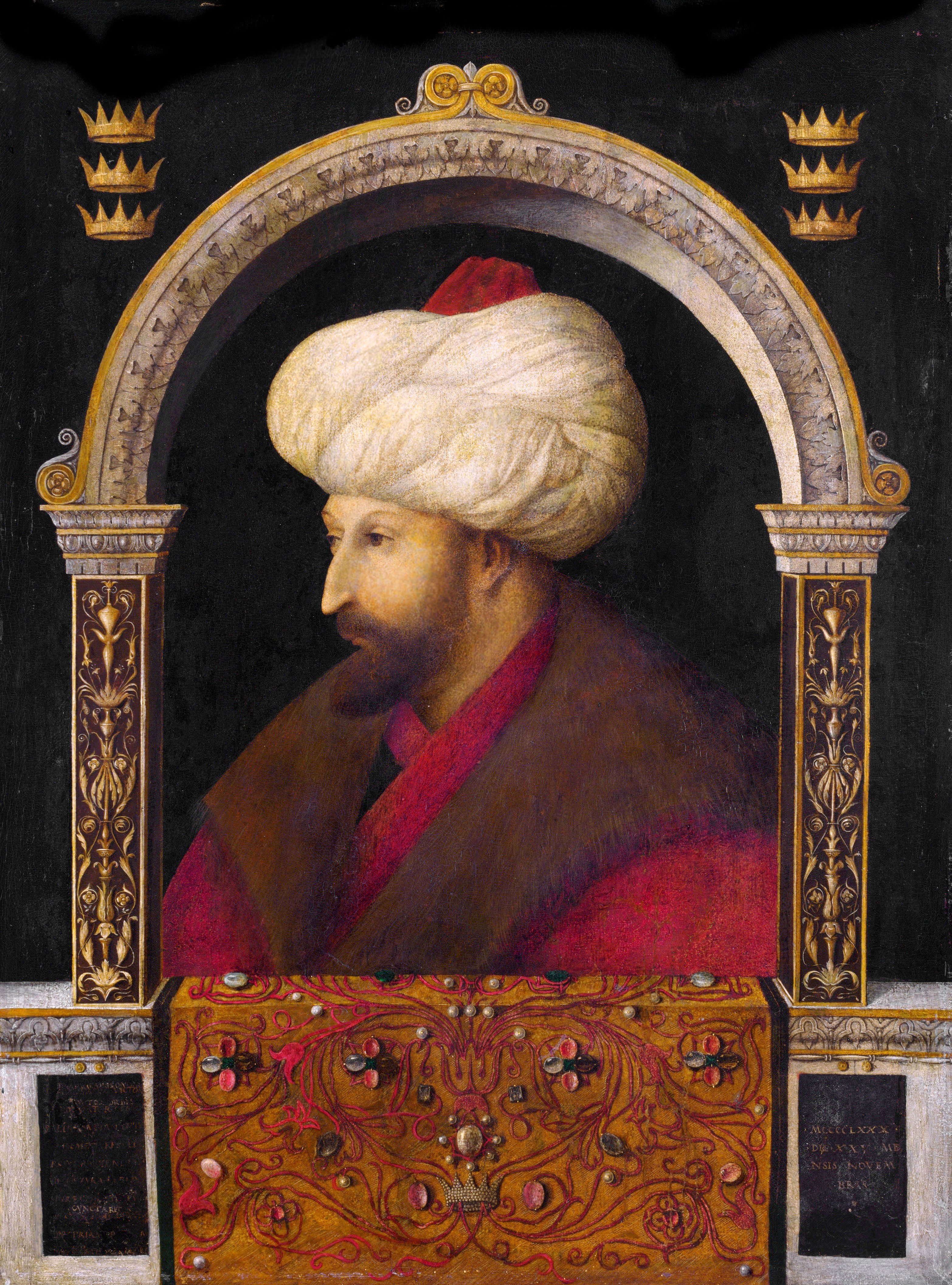
Mehmed II Fatih

El emperador Juan VIII murió en 1448, y al año siguiente su hermano Constantino XI Paleólogo asumió el trono (mientras tanto la regente en Constantinopla fue Elena Dragases, madre de ambos). Era una figura popular, habiendo luchado en la resistencia bizantina en el Peloponeso frente al ejército otomano, que seguía la línea de su hermano y predecesor en la conciliación de las iglesias oriental y occidental, lo que causaba desconfianza no solo entre el clero bizantino, sino también en el sultán Murad II, que veía esta alianza como una amenaza de intervención de las potencias occidentales en favor de aquellos que se oponían a su expansión en Europa.
En 1451 murió Murad II y le sucedió su joven hijo Mehmed II. Inicialmente, Mehmed prometió no entrar en el territorio bizantino. Esto aumentó la confianza de Constantino XI que, en el mismo año, se sintió suficientemente seguro como para exigir el pago de una renta anual para la manutención de un oscuro príncipe otomano, retenido como rehén, en Constantinopla. Furioso, más por el ultraje que por la amenaza a su pariente en sí, Mehmed II ordenó los preparativos para un asedio completo a la capital bizantina.

### Preparativos
Ambos bandos se prepararon para la guerra. Los bizantinos, ahora con la simpatía de las naciones occidentales, enviaron mensajeros a dichas naciones pidiendo refuerzos y consiguiendo promesas. Tres navíos genoveses contratados por el Papa estaban en camino con armas y provisiones. El papa también había enviado al cardenal Isidro con trescientos arqueros de Nápoles como su guardia personal. Los venecianos mandaron a mediados de 1453 un refuerzo de ochocientos soldados y quince navíos con pertrechos, mientras que los ciudadanos venecianos residentes en Constantinopla aceptaron participar en la defensa de la ciudad. La capital bizantina recibió asimismo refuerzos de los ciudadanos de Pera y de los genoveses renegados, entre los cuales estaba su capitán Giovanni Giustiniani Longo, quien se encargaría de las defensas de la muralla oriental, y setecientos soldados. Se aprestaron a la defensa con barriles de fuego griego, armas de fuego y todos los hombres y jóvenes capaces de empuñar una espada o un arco.
Para esa época Constantino XI Paleólogo había hecho un censo en la ciudad para ver las fuerzas disponibles para la defensa de Constantinopla. El resultado fue decepcionante: la población apenas llegaba a los cincuenta mil habitantes (en su máximo esplendor en el siglo V había llegado a medio millón de habitantes) y apenas había entre cinco y siete mil soldados para la defensa.

Disposición de las fuerzas enfrentadas durante el cerco de Constantinopla.

Los otomanos, a su vez, iniciaron el cerco construyendo rápidamente una muralla diez kilómetros al norte de Constantinopla, Anadoluhisarı. Mehmed II sabía que los asedios anteriores habían fracasado porque la ciudad recibía suministros a través del mar y entonces trató de bloquear las dos entradas, la del mar Negro, con una fortaleza armada con tres cañones llamados bambardas (Rumeli Hisari) en el punto más estrecho de la orilla del Bósforo, y con al menos ciento veinticinco navíos ocupando los Dardanelos, el mar de Mármara y el oeste del Bósforo.
Mehmed también reunió un ejército estimado en cien mil soldados, ochenta  mil de los cuales eran combatientes turcos profesionales; los demás, reclutas capturados en campañas anteriores, mercenarios, aventureros, voluntarios de Anatolia, los "bashi-bazuks" y renegados cristianos, los cuales serían empleados en los asaltos directos. Doce mil de estos soldados eran jenízaros (infantería) y quince mil cipayos (caballería), la élite del ejército otomano. Al inicio de 1452, un ingeniero de artillería húngaro llamado Orbón ofreció sus servicios al sultán. Mehmed le hizo responsable de la instalación de los cañones en su nueva fortaleza y la fabricación de un inmenso cañón de nueve metros de longitud (llamado gran bombarda), el cual fue llevado a las cercanías de Constantinopla empujado por varios cientos de bueyes y auxiliado por un contingente de cien hombres a la velocidad de dos kilómetros por día. A todos estos se les sumaban aquellos que animaban a la batalla con sus tambores y trompetas y que se contaban por miles, no cesando de tocar en ninguno de los momentos del asedio, además del apoyo de los derviches que incitaban a destruir la ciudad.
El sultán prometió a sus hombres que estarían tres días de pillaje y botín, enardeciendo así los ánimos entre ellos, además de prometer que aquel que coronara primero la muralla sería nombrado gobernador (bey) de una de las provincias del Imperio bizantino[cita requerida].

### El ataque otomano

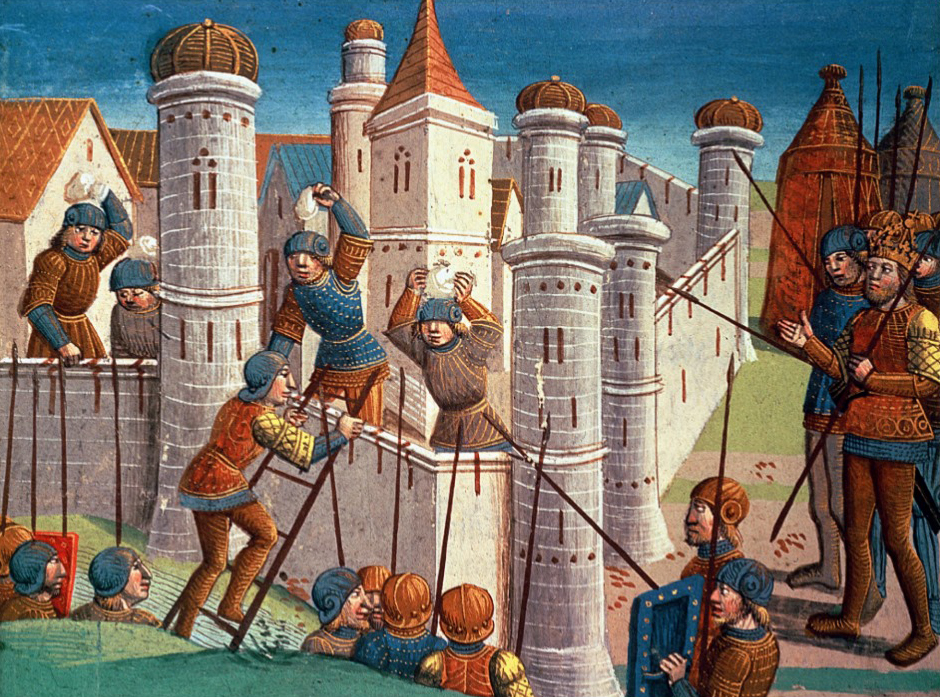
La caída de Constantinopla en 1453. Representación parisina de 1499.

El sitio comenzó oficialmente el 7 de abril de 1453, cuando el gran cañón disparó el primer tiro en dirección al valle del río Lico, junto a la puerta de San Romano, que penetraba en Constantinopla por una depresión bajo la muralla, lo cual posibilitaba el posicionamiento del cañón en una parte más alta. La muralla, hasta entonces imbatida en aquel punto, no había sido construida para soportar ataques de artillería, y en menos de una semana comenzó a ceder, pese a ser la mejor arma contra los otomanos, ya que constaba de tres anillos gruesos de murallas con fosos de entre 30 y 70 metros de profundidad. Todos los días, al anochecer, los bizantinos se escabullían fuera de la ciudad para reparar los daños causados por el cañón con sacos y barriles de arena, piedras despedazadas de la propia muralla y empalizadas de madera, mientras los defensores se defendían con sus arqueros mediante lanzamientos de flechas y con ballesteros de dardos. Los otomanos evitaron el ataque por la costa, puesto que las murallas eran reforzadas por torres con cañones y artilleros que podrían destruir toda la flota en poco tiempo[cita requerida]. Por eso, el ataque inicial se restringió casi solamente a un frente, lo que facilitó tiempo y mano de obra suficientes a los bizantinos para soportar el asedio.
Al comienzo del cerco, los bizantinos consiguieron dos victorias alentadoras. El 12 de abril, el almirante otomano Suleimán Baltoghlu fue rechazado por la armada bizantina al intentar forzar el pasaje por el Cuerno de Oro. Seis días después, el sultán intentó un ataque a la muralla dañada en el valle del Lico, pero fue derrotado por un contingente menor, aunque mejor armado, de bizantinos al mando de Giustiniani.
El 20 de abril los bizantinos avistaron los navíos enviados por el papa, además de otro navío griego con grano de Sicilia, que atravesaron el bloqueo de los Dardanelos cuando el sultán desplazó sus navíos hacia el mar de Mármara. Baltoghlu intentó interceptar los navíos cristianos, pero vio que su flota podía ser destruida por los ataques de fuego griego arrojado sobre sus embarcaciones. Los navíos llegaron con éxito al Cuerno de Oro y Baltoghlu fue humillado públicamente, fue ordenada su ejecución (que fue perdonada) y perdió todos sus títulos y tierras.
El 22 de abril, el sultán asestó un golpe estratégico a las defensas bizantinas con la ayuda de la maniobra ideada por su general Zaganos Pasha[cita requerida]. Imposibilitados para atravesar la cadena que cerraba el Cuerno de Oro, el sultán ordenó la construcción de un camino de rodadura al norte de Pera, por donde sus navíos podrían ser empujados por tierra para evitar la barrera. Con los navíos posicionados en un nuevo frente, los bizantinos no tendrían recursos para reparar después sus murallas. Los bizantinos contraatacaron: el 25 de abril intentaron un ataque sorpresa a los turcos en el Cuerno de Oro, pero fueron descubiertos por espías y ejecutados. Los bizantinos, entonces, decapitaron a 260 turcos cautivos y arrojaron sus cuerpos sobre las murallas del puerto.
Bombardeados diariamente en dos frentes, los bizantinos raramente eran atacados por los soldados turcos. El 7 de mayo, el sultán intentó un nuevo ataque al valle del Lico, pero fue nuevamente repelido. Al final del día, los otomanos comenzaron a mover una gran torre de asedio, pero durante la noche un comando bizantino se escabulló sin ser descubierto por los escuchas turcos y prendió fuego a la torre de madera. Los turcos también intentaron abrir minas por debajo de las murallas, pero los griegos consiguieron contraminar tres galerías turcas con diverso éxito. Con los impactos de los cañones, las murallas sufrían grandes brechas por donde penetraban los jenízaros, que para salvar los fosos se dedicaban a recoger ramas, toneles, además de los bloques de piedra de las murallas derruidas, para rellenar los fosos y poder penetrar para luchar cuerpo a cuerpo con los bizantinos.
La mano de obra estaba sobrecargada, los soldados cansados y los recursos escaseaban. El mismo Constantino XI coordinaba las defensas, inspeccionaba las murallas y animaba a las tropas por toda la ciudad[cita requerida].

### Malos presagios
La resistencia de Constantinopla comenzó a decaer cuando cundió el desánimo causado por una serie de malos presagios. En la noche del 24 de mayo hubo un eclipse lunar, recordando a los bizantinos una antigua profecía de que la ciudad sólo resistiría mientras la Luna brillase en el cielo. Al día siguiente, durante una procesión, uno de los iconos de la Virgen María cayó al suelo. Luego, de repente, una tempestad de lluvia y granizo inundó las calles. Los navíos prometidos por Venecia todavía no habían llegado y la resistencia de la ciudad estaba al límite.
Al mismo tiempo, los turcos otomanos afrontaban sus propios problemas. El costo para sostener un ejército de 100 000 hombres era muy grande y los oficiales comentaban la ineficiencia de las estrategias del sultán hasta entonces[cita requerida]. Mehmed II se vio obligado[cita requerida] a lanzar un ultimátum a Constantinopla: los turcos perdonarían las vidas de los cristianos si el emperador entregaba la ciudad. Como alternativa, prometió levantar el cerco si Constantino pagaba un pesado tributo que ascendía a cien mil besantes de oro al año. Como las arcas estaban vacías desde el saqueo de la Cuarta Cruzada[cita requerida], Constantino se vio obligado[cita requerida] a rechazar la oferta y Mehmed, a lanzar un ataque rápido y decisivo.

### El asalto final

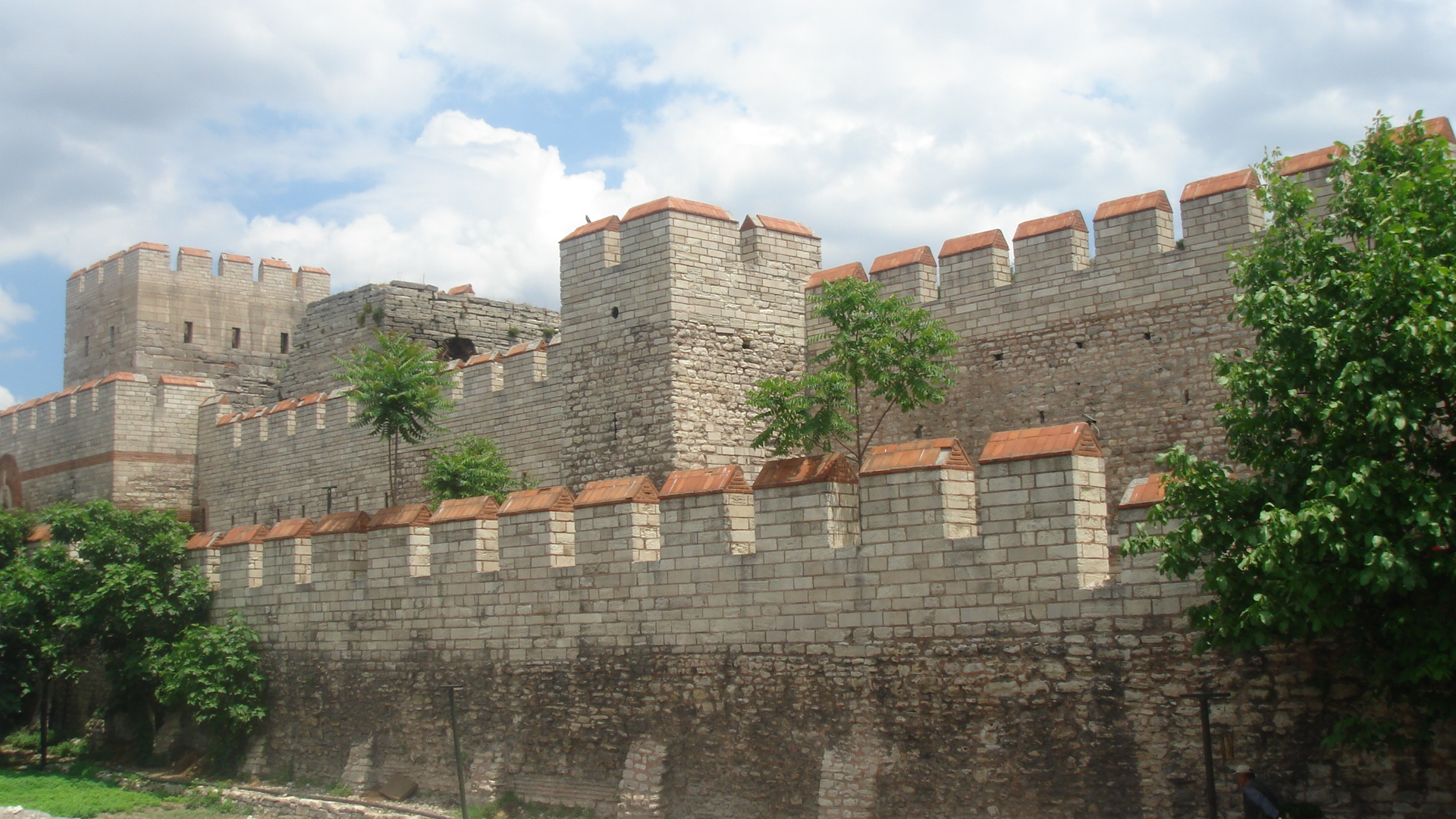
Restos de las murallas de Constantinopla.

Mehmed ordenó que las tropas descansasen el 28 de mayo para prepararse para el asalto final en el día siguiente, ya que sus astrólogos le habían profetizado que el día 29 sería un día nefasto para los infieles[cita requerida]. Por primera vez en casi dos meses, no se oyó el ruido de los cañones ni de las tropas en movimiento. Para romper el silencio y levantar la moral en el momento decisivo, todas las iglesias de Constantinopla tocaron las campanas durante todo el día[cita requerida]. El emperador y el pueblo[cita requerida] rezaron juntos en la iglesia de la Santa Sabiduría por última vez, antes de ocupar sus puestos para resistir el asalto final, que se produjo antes del amanecer.
Durante esa madrugada del 29 de mayo de 1453, el sultán otomano Mehmed lanzó un ataque total a las murallas, compuesto principalmente por mercenarios y prisioneros[cita requerida], concentrando el asalto en el valle del Lico. Durante dos horas, el contingente principal de mercenarios europeos fue repelido por los soldados bizantinos bajo el mando del comandante  Giovanni Giustiniani Longo, provistos de mejores armas y armaduras y protegidos por las murallas. Pero con las tropas cansadas, tendrían ahora que afrontar al ejército regular de 80 000 turcos.
El ejército turco atacó durante más de dos horas, sin vencer la resistencia bizantina. Entonces hicieron espacio para el gran cañón, que abrió una brecha en la muralla por la cual los turcos concentraron su ataque. El emperador Constantino XI en persona coordinó una cadena humana que mantuvo a los turcos ocupados mientras la muralla era reparada. El sultán, entonces, hizo uso de los jenízaros, que trepaban la muralla con escaleras. Sin embargo, tras una hora de combates, los jenízaros todavía no habían conseguido entrar a la ciudad.
Durante la batalla, Giustiniani fue herido y pidió apartarse de la batalla. El emperador fue hacia él y lo quiso convencer de no alejarse del lugar para mantener la moral de los soldados, pero el genovés insistió y se retiró. Cuando el resto de los soldados genoveses vieron que se llevaban a su capitán, se desmoralizaron y desertaron de sus puestos de combate, justo en el preciso momento en que arreciaban las fuerzas de los jenízaros en el lugar.
Con el emperador desaparecido, los soldados romanos que podían regresaban a toda velocidad a sus casas a defender a sus familias o corrían al puerto y se embarcaban, la mayoría rumbo a Italia, los barcos cristianos, sobrecargados de refugiados rompieron la cadena que bloqueaba el cuerno de oro y forzaron el bloqueo de la escuadra Otomana, entre estos barcos estaban los restos de la escuadra bizantina que siguieron a los venecianos y genoveses. Giustiniani también moriría más tarde, a causa de las heridas, en la isla griega de Quíos, donde se encontraba anclada la prometida escuadra veneciana a la espera de vientos favorables.

### Conquista por los otomanos

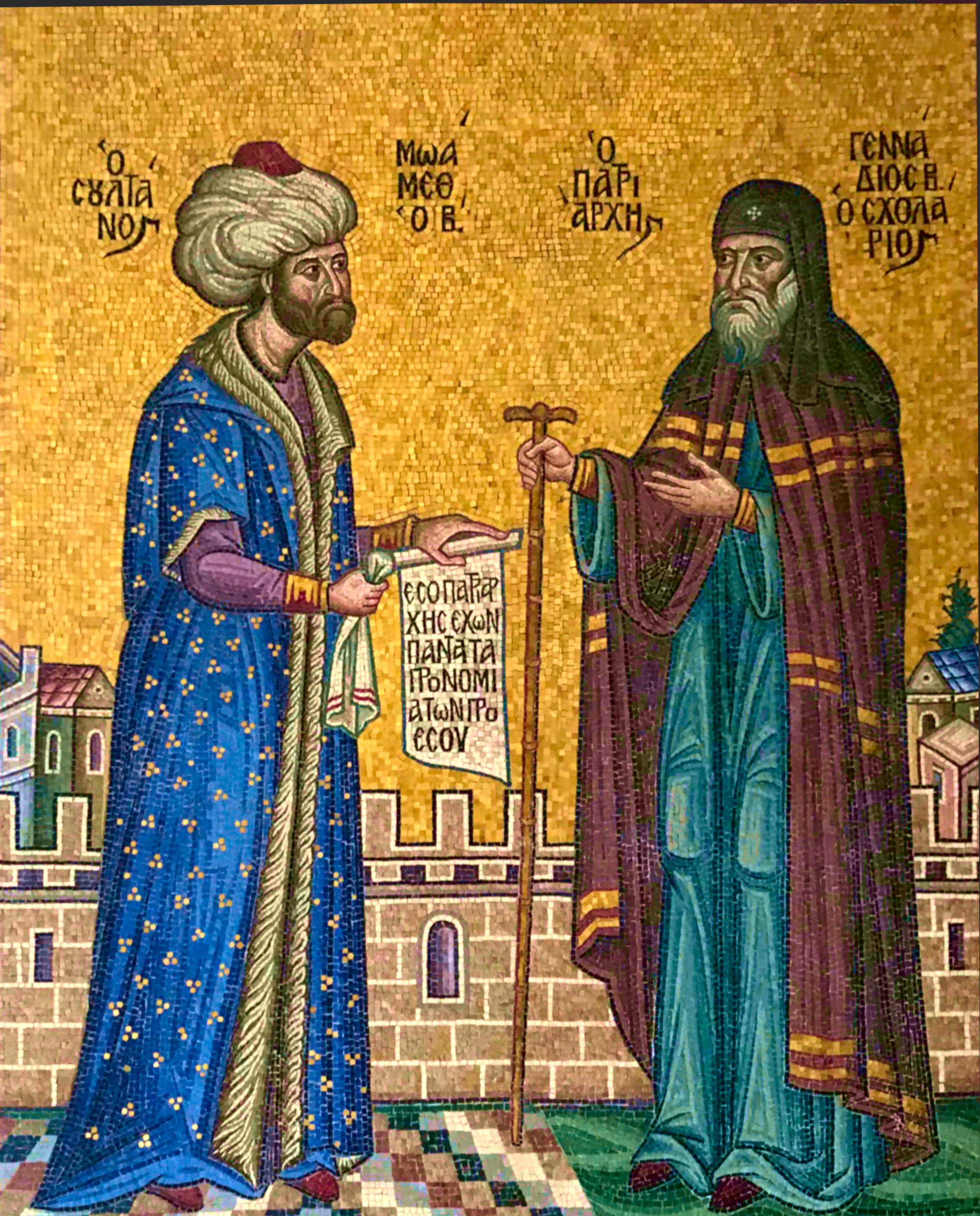
Mehmed II designó a Gennadio II nuevo patriarca de Constantinopla.

Mehmed II entró en la ciudad por la tarde, junto a sus generales Zağanos Pasha y Mahmud Pasha, y ordenó que la iglesia de la Santa Sabiduría fuese convertida en mezquita. Los bizantinos fueron autorizados para residir en la ciudad bajo la autoridad de un nuevo patriarca, el teólogo Jorge Scolarios, que adoptó el nombre de Genadio II, designado por el propio sultán para que no hubiera revueltas.[cita requerida]
Constantinopla pasó a ser la capital del Imperio otomano y Mehmed II se declaró emperador romano (en turco antiguo otomano Kayzer-i Rum).

## Implicaciones
La caída de Constantinopla causó una gran conmoción en Occidente y se creía que sería el principio del fin del cristianismo[cita requerida]. Tuvo una gran implicación simbólica, pues fue vista como la superioridad de una religión frente a otra. Se llegaron a iniciar conversaciones para formar una nueva cruzada que liberase Constantinopla del yugo turco, pero ninguna nación pudo ceder tropas en aquel tiempo. Los mismos genoveses se apresuraron a presentar sus respetos al sultán y así pudieron mantener sus negocios en Pera por algún tiempo. Con Constantinopla, y por ende el Bósforo, bajo dominio musulmán, el comercio entre Europa y Asia declinó súbitamente[cita requerida]. Ni por tierra ni por mar los mercaderes cristianos conseguirían pasaje para las rutas que llevaban a la India y a China, de donde provenían las especias usadas para conservar los alimentos, además de artículos de lujo, y hacia donde se destinaban sus mercancías más valiosas.
De esta manera, las naciones europeas iniciaron proyectos para el establecimiento de rutas comerciales alternativas. Portugueses y castellanos aprovecharon su posición geográfica junto al océano Atlántico para tratar de llegar a la India por mar. Los portugueses trataron de llegar a Asia circunnavegando África, intento que culminó con el viaje de Vasco da Gama entre 1497-1498. En cuanto a Castilla, los Reyes Católicos financiaron la expedición del navegante Cristóbal Colón, quien veía una posibilidad de llegar a Asia por el oeste, a través del océano Atlántico, intento que culminó en 1492 con el descubrimiento de América, lo cual dio inicio al proceso de exploración y colonización del Nuevo Mundo. Los dos reinos ibéricos, otrora con influencia relativa en el escenario político europeo, ocupados como habían estado en la Reconquista, se convirtieron en el siglo XVI en los Estados más poderosas del mundo, creando, según Immanuel Wallerstein, el sistema moderno mundial.
Además, en el terreno de lo político, la conquista de Constantinopla generó una única entidad administrativa para un territorio completamente otomano. Esto creó un imperio central de una fortaleza a la cual Europa, dividida, no podía presentar respuesta. Asimismo, dejó en claro la precariedad de los métodos de guerra europeos frente al avance de los turcos. La gran diferencia se dio en el uso de la artillería, debido al manejo de la pólvora que los turcos adquirieron.
En el terreno económico, los florentinos pronto establecieron buenas relaciones con el sultán. Fueron sus favoritos entre los italianos y sentía una admiración especial hacia la familia de los Médici. Los ragusanos estuvieron a punto de abrir un consulado allí, en condiciones muy favorables, estipuladas con el emperador Constantino. Afortunadamente para ellos, hubo demoras administrativas y así no estuvieron implicados en el sitio de Constantinopla. Con todo, hubieron de esperar cinco años antes de poder negociar un convenio comercial con el sultán. Desde entonces representaron un papel primordial en el comercio del Oriente. Para muchos cristianos piadosos la prontitud de las ciudades mercantiles para traficar con el infiel les pareció una traición de la fe. Venecia en particular estaba desempeñando un papel equívoco, procurando organizar, por un lado, una cruzada contra los turcos y por el otro enviando embajadas amistosas al sultán para salvaguardar su comercio. Esta contradicción que se ve en Venecia, fue muchas veces lo que rigió a Europa durante la Edad Moderna: la preponderancia de los intereses políticos y económicos sobre lo religioso.
En cuanto a las transformaciones sociales, como todavía en ese tiempo los otomanos mostraban cierta tolerancia hacia las religiones de los imperios que absorbían, algunos cristianos de talento comenzaron a acudir a Constantinopla y se convirtieron al islam para hacer progresar sus carreras[cita requerida], sabedores de que el sultanato se mostraba desconfiado a la hora de promover a sus propios súbditos a cargos administrativos o militares. Estos inmigrantes generalmente mantenían la opinión de que los otomanos tenían un alto nivel de bienestar material.

## En las artes y la cultura popular

### En la literatura
El escritor austríaco Stefan Zweig trató, entre otros acontecimientos históricos, la conquista de Constantinopla por los turcos en Momentos estelares de la humanidad, bajo el título «La conquista de Bizancio». Por otra parte, Steven Runciman, reputado historiador británico, recogió este episodio histórico en su obra La caída de Constantinopla 1453. Se ha mencionado que el asedio a la ciudad pudo inspirar a Tolkien para escribir algunos pasajes de El Señor de los Anillos.Es destacable igualmente la novela histórica "El ángel sombrío" del autor Mika Waltari, publicada en 1955.

### En el cine y televisión
La conquista de Constantinopla es el tema principal de la película turca Fetih 1453, estrenada en 2012 y que se convirtió en la producción cinematográfica más vista de la historia del país. El evento también es retratado detalladamente en la serie documental turca Rise of Empires: Ottoman, estrenada en Netflix en enero del 2020.

### En las historietas
La toma de la ciudad es narrada gráficamente en los números 13 y 99 de la revista de historietas mexicana Epopeya, titulados Fuego en Constantinopla y La iglesia de Santa Sofía, de 1959 y 1966, respectivamente.